# Hexatoma (Eriocera) fulvibasis
Hexatoma (Eriocera) fulvibasis is een tweevleugelige uit de familie steltmuggen (Limoniidae). De soort komt voor in het Palearctisch gebied.